# 车岭站
車嶺站（韓語：차령역）是朝鮮民主主義人民共和國咸镜北道富宁郡舞袖劳动者区的一個鐵路車站，属于茂山线。

## 邻近车站
茂山线
廢茂山站 - 車嶺站 - 金佩站